# Giorgio Fini
(Giorgio Fini)
Giorgio Fini (Modena, 19 giugno 1925 – Roma, 18 dicembre 1995) è stato un imprenditore italiano.

## Biografia
Figlio dell'imprenditore modenese Telesforo, Fini fu l'artefice della crescita e della fama dell'azienda di famiglia. Laureato in medicina, si specializzò in dietologia, professione che però non esercitò mai, preferendo dedicarsi alle attività del padre. Sposato con Augusta Benassati, ebbe due figli, Vittorio e Anna Maria.

### Il Gruppo Fini
Dotato di senso degli affari, dedica i primi anni di lavoro all'industrializzazione dello stabilimento aperto dal padre ai Mulini Nuovi. Nel 1958, trovandosi in autostrada fece una lunga sosta alla prima area di servizio gestita dalla Pavesi. Capendone immediatamente le potenzialità, Giorgio strinse immediatamente un accordo con Agip per la gestione dei punti di ristoro sulle autostrade, che nel giro di breve divennero cinque, affiancati da un punto vendita all'interno dell'aeroporto di Linate.
Negli anni settanta le attività di Fini occupavano ormai oltre 600 dipendenti, di cui circa 500 impegnati nella produzione degli alimenti (salumi, paste e aceto balsamico), ed in particolare nell'attorcigliatura a mano dei tortellini (si trattava delle cosiddette "sfogline", nome derivato dalla lavorazione della pasta sfoglia). In questi anni, però, anche le produzioni ancora rimaste manuali si industrializzarono, con l'acquisto delle prime macchine tortellinatrici e delle confezionatrici. Allo stabilimento di Modena si aggiungevano le salumerie, le aree di ristoro in autostrada, un prosciuttificio a Langhirano, un albergo (Fini aveva rilevato la gestione del vecchio Albergo Reale di via Emilia centro a Modena che, spostandosi prima in largo Garibaldi poi in via Emilia Est, divenne Hotel Real Fini), e soprattutto il famoso ristorante.
Lo stabilimento dei Mulini Nuovi divenne una delle principali aziende alimentari italiane, che negli anni ottanta produceva 8.500 quintali di zampone, 6.500 q di insaccati, 20.000 q di mortadella, e soprattutto 100.000 quintali di prosciutto (quest'ultimo in buona parte proveniente dallo stabilimento di Langhirano, per poter avere la tipicità del prosciutto di Parma). Ma dai cancelli di via Albareto uscivano anche amaretti, nocino, aceto balsamico, lambrusco, 30 quintali al giorno di tortellini ed in ultimo anche surgelati.

### Il ristorante
Uno dei principali campi di attività rimase sempre la gestione del ristorante, che mantenne una grande cucina legata alla tradizione (elementi immutabili del ristorante erano il carrello dei bolliti con i classici sette tagli modenesi e il fritto misto) ed al territorio, ma aggiungendo piatti di pesce e vini importanti, che negli anni richiamava numerose personalità italiane e straniere, arrivando nel 1969 ad ottenere il riconoscimento della guida Michelin con due stelle. In quel periodo Giorgio Fini consolidò la sua fama all'estero, soprattutto negli USA dove era conosciuto con il soprannome di "The salami king". Sul finire degli anni sessanta venne invitato da un'università statunitense a tenere un corso sulla cucina modenese ad un gruppo di donne, cui Fini spiegò i segreti dei tortellini, dello zampone e dell'aceto.
(Papa Giovanni XXIII)
Nei tavoli di Rua Frati Minori si sedettero, fra gli altri, lo scià di Persia e Soraya, re Faruk, il card. Roncalli, Fangio, Fausto Coppi, Anna Magnani, Roberto Rossellini, Ingrid Bergman, Mastroianni, Sordi, Montanelli, Enzo Biagi, Spadolini, Andreotti, Gorbaciov, Ciampi, Berlusconi, Luciano Pavarotti, Niki Lauda, Ayrton Senna, Jacques Villeneuve, Mike Tyson, Roberto Baggio, Pantani, Reinhold Messner e molti altri.

### Ultimi anni
Elemento di spicco dell'economia locale, Giorgio Fini entrò nel consiglio di amministrazione della Banca popolare dell'Emilia, sostenendo la politica di acquisizioni di piccoli istituti di credito.
Alla fine degli anni ottanta il gruppo, pur garantendo alti profitti, necessitava di una profonda ristrutturazione e diversificazione delle attività. Gravemente malato, nel 1989 Fini decise di vendere il ramo alimentare ed il marchio alla multinazionale statunitense Kraft, mantenendo però il ristorante, gli alberghi, il prosciuttificio parmense e i punti di ristoro autostradali.
Due anni dopo venne condannato per diffamazione continuata ai danni di un medico modenese, amante della figlia, che Fini aveva cercato di allontanare con alcune lettere anonime.
Morì nel 1995 a Roma, dove si trovava per motivi di salute all'interno di una clinica privata.